# Baseball Stars
Baseball Stars (Japans: ベースボールスター めざせ三冠王; Bēsubōru Sutā Mezase Sankan Ō?, lit. "Baseball Stars Triple Crown"), is een computerspel voor het platform Nintendo Entertainment System. Het spel werd uitgebracht in 1989. Met het spel kan de speler honkbal spelen. Het was het eerste spel voor de NES waarbij de spelstand kon worden opgeslagen. Het is mogelijk om je eigen team samen te stellen. Alle wedstrijden worden gespeeld in het SNK stadium. Het spelveld wordt in de derde persoon met bovenaanzicht getoond.
In 1991 kwam het vervolg uit van het spel getiteld Baseball Stars 2.

## Ontvangst
| Beoordeeld door         | Jaar | Platform | Score |
| ----------------------- | ---- | -------- | ----- |
| NES Archives            | 2008 | NES      | 100%  |
| Nintendo Land           | 2003 | NES      | 91%   |
| All Game Guide          | 1998 | NES      | 90%   |
| Nintendo Power Magazine | 1989 | NES      | 70%   |
| The Video Game Critic   | 2001 | NES      | 67%   |

- In augustus 2001 werd het spel door Game Informer verkozen tot 63e in de ranglijst beste computerspellen aller tijden.
- Door IGN.com werd het spel als 28e ingedeeld op de ranglijst van beste NES-spellen.
- Bij Yahoo behaalde het een derde plaats in de  "Top 5 Best Old School Sports Video Games".